# Sha-La-La (Make Me Happy)
«Sha-La-La (Make Me Happy)» es una canción del músico estadounidense Al Green. Fue publicada en septiembre de 1974 como el sencillo principal de su álbum de estudio Al Green Explores Your Mind.

## Lista de canciones
Todas las canciones escritas y compuestas por Al Green.
1. «Sha-La-La (Make Me Happy)» – 2:56
2. «School Days» – 3:08

## Posicionamiento

### Gráfica semanal
| Gráfica (1974–75)                           | Pico de posición |
| ------------------------------------------- | ---------------- |
| Australia (Kent Music Report)               | 85               |
| Canadá (RPM Top Singles)                    | 15               |
| Estados Unidos (Billboard Hot 100)          | 7                |
| Estados Unidos (Billboard Easy Listening)   | 28               |
| Estados Unidos (Billboard Hot Soul Singles) | 2                |

### Gráfica de fin de año
| Gráfica (1974)           | Pico de posición |
| ------------------------ | ---------------- |
| Canadá (RPM Top Singles) | 148              |

## Certificaciones y ventas
| País                                                     | Certificación | Ventas   |
| -------------------------------------------------------- | ------------- | -------- |
| Estados Unidos (RIAA)                                    | Oro           | 500 000* |
| *cifras de ventas basadas únicamente en la certificación |               |          |